# Madonna col Bambino e due angeli musicanti
La Madonna col Bambino e due angeli musicanti è un dipinto, olio su tavola (70x56,7 cm), di Giorgio Schiavone, databile al 1459-1460 circa e conservato nel Walters Art Museum di Baltimora.

## Storia
L'opera risale al periodo in cui lo Schiavone era a bottega dallo Squarcione a Padova, come testimonia la firma, apposta su un cartiglio appeso al bordo della base marmorea in primo piano: HOC PINSIT GEORGIUS DALMATICUS DISCIPULUS SQUARCIONIS ("Questo lo dipinse Giorgio dalmata, discepoli di Squarcione").
L'opera, apparsa sul mercato antiquario nel 1922, venne acquistata da Henry Walters nel 1925.

## Descrizione e stile
Maria è ritratta a mezza figura mentre tiene il Bambino tra le mani, in piedo su uno zoccolo marmoreo dove si trovano appoggiati un drappo verde, un coscino, due ciliegie, dei fiorellini rossi, un insetto e i due angeli musicanti, seduti. Gli oggetti di colore rosso, come anche il corallo al collo del bimbo, ricordano ilo colore del sangue e prefigurano la Passione di Cristo. Il corallo efra anche un antichissimo amulato apotropaico, che ancora oggi si è soliti regalare ai neonati. La presenza della balaustra marmorea segue un'impostazione derivata da Squarcione, che a sua volta la riprese dalla lezione toscana di Donatello, e che è molto frequente tra gli allievi del maestro padovano: se ne conoscono di simili di Andrea Mantegna, Marco Zoppo e altri. Anche le fattezze degli angioletti sono simili in tutti gli allievi di Squarcione, compreso Mantegna.
Lo sfondo è scuro e in alto pende una ghirlanda di foglie e frutta, un altro elemento tipico degli "squarcioneschi". Spiccano i due mazzolini di frutta e foglie appesi in modo simmetrico ai lati del volto della vergine, tra nastri svolazzanti.
I contorni sono netti e articolati, i colori marmorei e smaltati, e sono presenti suggestioni dall'antico secondo il gusto allora dominante, come la stessa ghirlanda. Pur nell'esuberanza decorativa si riconosce una certa disciplina introdotta dagli influssi indiretti di Piero della Francesca, giunti a Padova verso gli anni cinquanta del secolo tramite il cantiere della Cappella Ovetari. Ciò è visibile soprattutto nelle fattezze delicate della Vergine, nei colori chiari e nelle ombre morbide che danno un volume pacatamente statuario.